# Hasserode

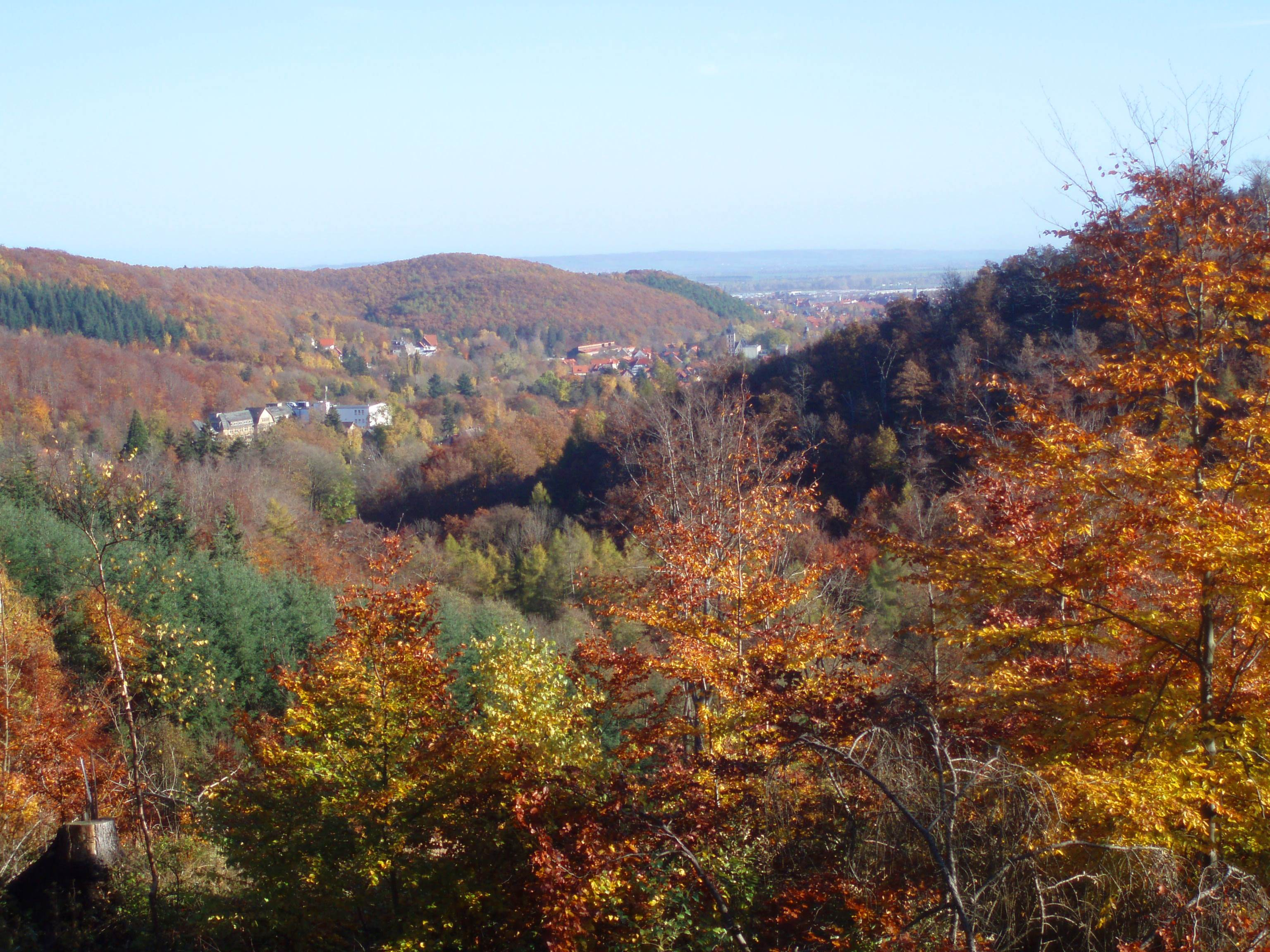
Blick auf das obere Hasserode

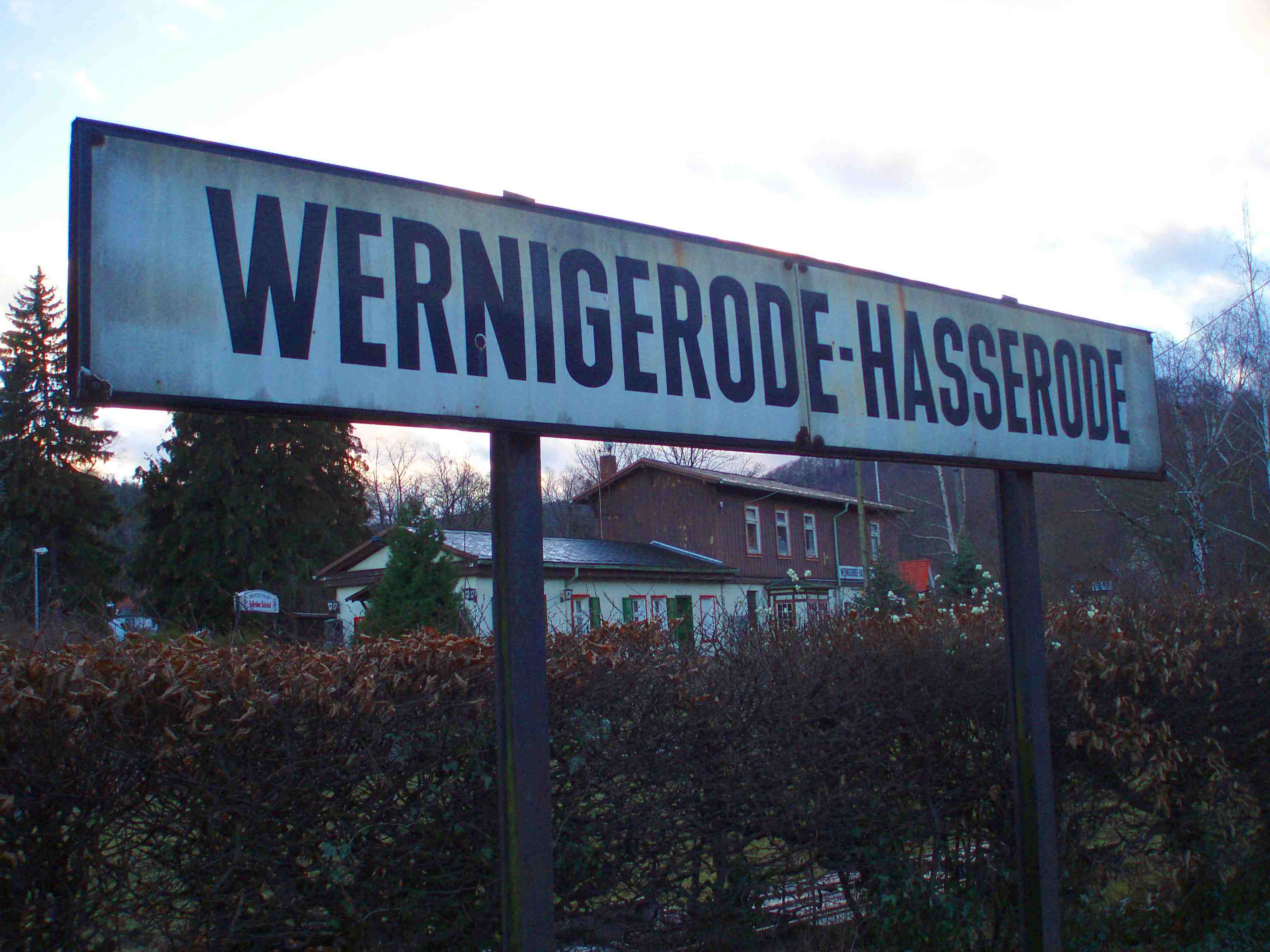
Bahnhof Wernigerode-Hasserode

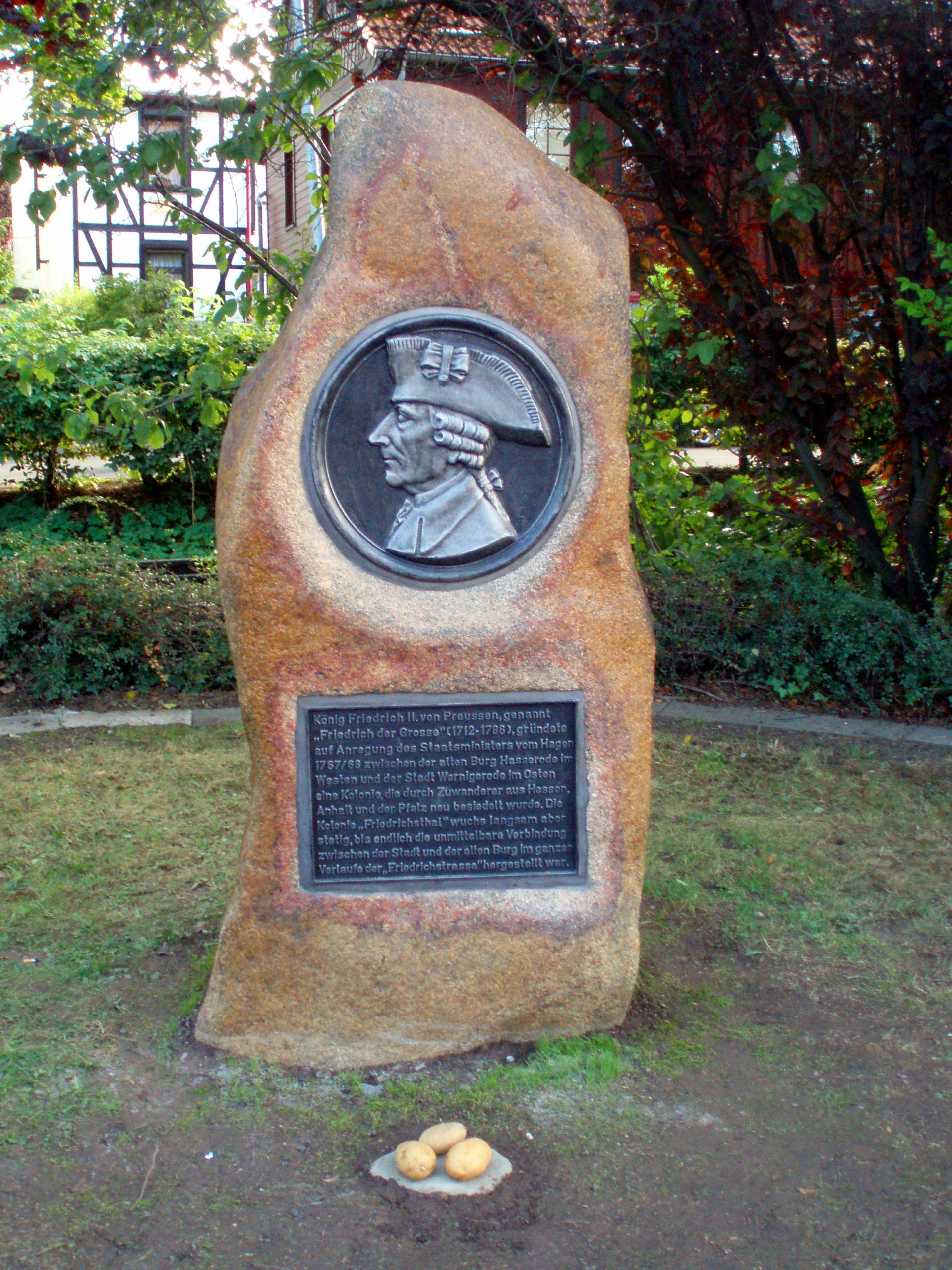
Gedenkstein für Friedrich II.

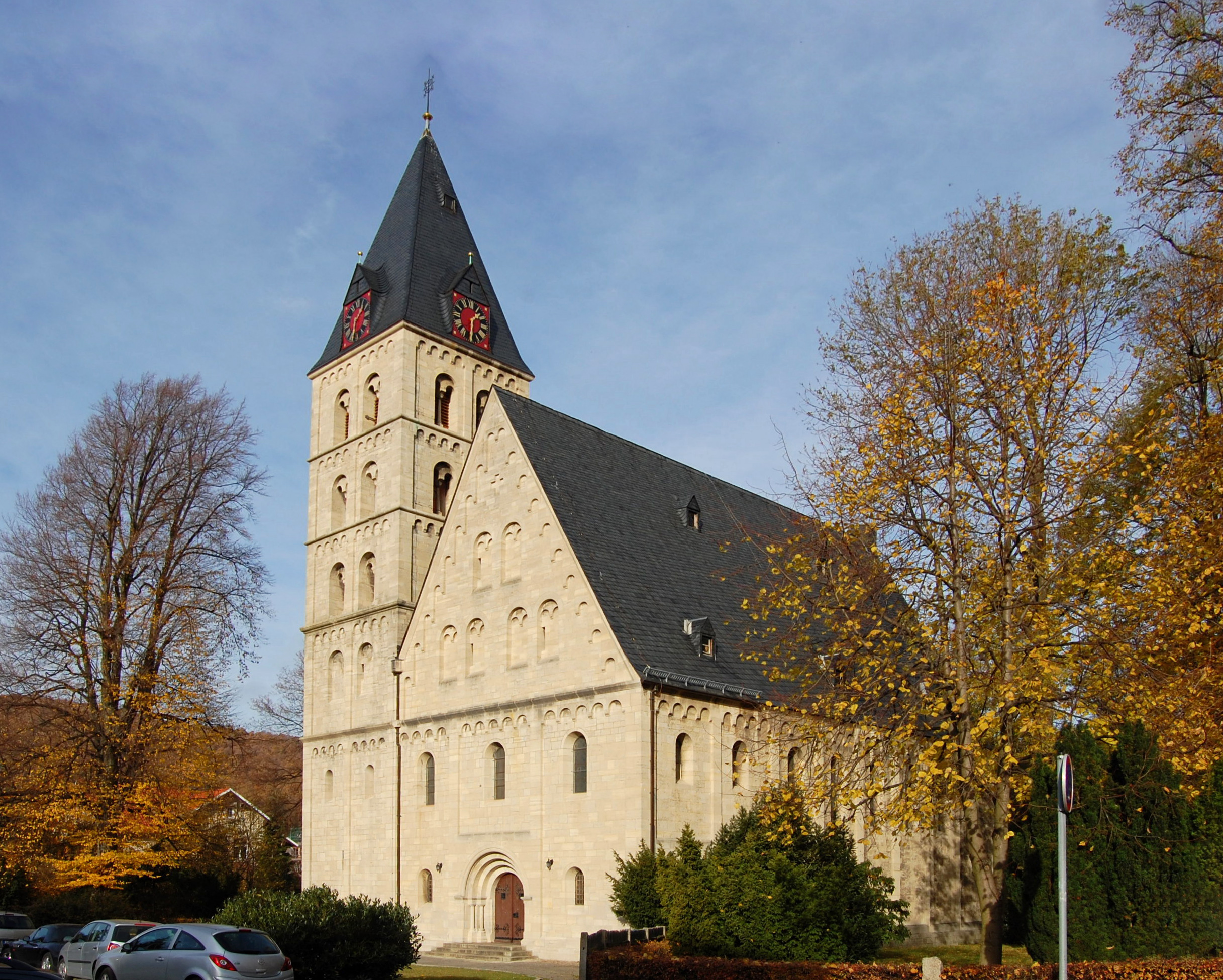
Christuskirche

Hasserode ist ein Stadtteil Wernigerodes in Sachsen-Anhalt.

## Geografische Lage
Hasserode liegt am Fuße des Harzes im Tal der Holtemme, die im Oberlauf die Steinerne Renne bildet. Durch den Ort führt die Landstraße nach Drei Annen Hohne und Schierke in Richtung Brocken sowie die Harzquerbahn mit den Hasseröder Stationen Wernigerode Hochschule Harz (zuvor Wernigerode–Kirchstraße) und Wernigerode-Hasserode.

## Geschichte
Der Ort entstand um die Burg Hasserode im 12. Jahrhundert, lag im 16. Jahrhundert fast wüst und wurde 1768 auf Anordnung des preußischen Königs Friedrich II. wieder bevölkert, daher auch der Name Friedrichsthal für den unteren Ortsteil und der zeitweilige Ortsname Hasserode-Friedrichsthal. Am 1. April 1907 erfolgte die Eingemeindung der Landgemeinde Hasserode in die Stadt Wernigerode.

## Wirtschaft
Überregional bekannt wurde der Ort durch die 1872 gegründete Hasseröder-Bierbrauerei. Die historischen Gebäude der Brauerei wurden in den 1990er-Jahren abgerissen und die Brauerei von Hasserode in das Gewerbegebiet von Wernigerode am Ortsausgang Richtung Darlingerode verlegt. Das Grundstück der alten Brauerei wurde mit Wohnhäusern bebaut.
In Hasserode waren zahlreiche Betriebe der Schokoladenindustrie ansässig, so die Firma Johann Friedrich Wesche Chocolade-Fabrik, die Schokoladenfabrik Ferdinand Karnatzki, Burgmühle-Schokoladen GmbH und als Nachfolgerin die Argenta Schokoladenwerk AG. Nach dem Zweiten Weltkrieg wurde aus diesem Betrieb der VEB Schokoladenfabrik Wernigerode, 1951 firmierend als VEB (K) Argenta Süßwarenfabrik Wernigerode. 1990 wurde daraus eine GmbH, die 1991 von der Friedel Süßwarenfabrik GmbH übernommen wurde. Mit der Insolvenz dieses Unternehmens im Jahr 2002 endete im Ortsteil Hasserode die traditionsreiche Herstellung von Süßwaren.
In der Frankenfeldstraße 6 in Hasserode war das Reiswunderwerk Wernigerode ansässig. Das Werksgelände wurde nach dem Abriss der Fabrikgebäude ebenfalls mit Wohnhäusern bebaut.
Geschichtlich interessant sind noch das Blaufarbenwerk Hasserode sowie die Boetersmühle und die Klippmühle.

## Bildung
Hasserode ist Sitz der Hochschule Harz – Hochschule für angewandte Wissenschaften (FH). Im Gebäude der früheren Malzmühle wurde viele Jahre lang die Musikschule Andreas Werckmeister betrieben und in der Lutherstraße befindet sich die nach August Hermann Francke benannte August-Hermann-Francke-Grundschule. Eine ehemalige Schule von Hasserode befand sich in der Friedrichstraße 60.

## Sehenswürdigkeiten
- Christuskirche mit Gemälde Kreuzigung im Gedräng von Adam Offinger. Unweit davon befindet sich die ehemalige Konkordienkirche, die heute als Kindergarten[2] genutzt wird.
- Boetersmühle, ehemalige Papiermühle in der Amtsgasse 1
- Gedenkstein für König Friedrich II. von Preußen an der Friedrichstraße, eingeweiht am 13. September 2012 durch den Oberbürgermeister Peter Gaffert

## Tourismus
Zu Beginn des 21. Jahrhunderts entstand der Hasseröder Ferienpark mit dem Brockenbad am Langen Stieg und im Nesseltal. Zu den Wanderzielen der Umgebung gehört der Elversstein, zu den Wanderwegen der Herbert-Pohl-Weg.

## Söhne und Töchter Hasserodes
- Johann Christian Meier (1732–1815), Pädagoge
- Johann Christian Leberecht Schmidt (1778–1830), Bergrat und Geologe
- Carl Kaempffer (1784–1846), Theologe, Superintendent und Hofprediger
- Gottfried Jordan (1791–1860), Unternehmer
- Karl Gude (1814–1898), Lehrer und Schulschriftsteller
- Fritz Koegel (1860–1904), Schriftsteller und Kunstwissenschaftler
- August Niewerth (1890–nach 1980), Ingenieur, Unternehmer und Flugpionier
- Otto Herfurth (1893–1944), Berufsoffizier und Widerstandskämpfer des 20. Juli 1944
- Franz Nicklisch (1906–1975), Schauspieler und Synchronsprecher.

## Persönlichkeiten, die vor Ort gewirkt haben
- Julius Graf von Bose (1809–1894), preußischer General der Infanterie, starb in Hasserode